# Fairmount (Tennessee)
Fairmount – jednostka osadnicza w Stanach Zjednoczonych, w stanie Tennessee, w hrabstwie Hamilton.